# ناحیه ارنزویل، شهرستان کاس، ایلینوی
ناحیه ارنزویل، شهرستان کاس، ایلینوی (به انگلیسی: Arenzville Township) یک منطقهٔ مسکونی در ایالات متحده آمریکا است که در شهرستان کاس، ایلینوی واقع شده‌است. ناحیه ارنزویل ۷۶۰ نفر جمعیت دارد و ۱۷۷ متر بالاتر از سطح دریا واقع شده‌است.